# Jacques Perrier
Jacques Perrier (* 4. Dezember 1936 in Paris) ist emeritierter Bischof von Tarbes und Lourdes.

## Leben
Nach Erhalt einen Hochschulabschluss in klassischer Philologie der Universität Sorbonne wurde er am 21. März 1964 für die Erzdiözese Paris zum Priester geweiht. Er begann seinen priesterlichen Dienst in der Studentenseelsorge, vor allem an der Sorbonne. 1979 wurde er Pfarrer der Pfarrei Saint-Michel des Batignolles, danach wurde er als Pfarrer in die Pfarrei St. Ferdinand des Ternes entsandt. Von 1983 war er bis 1990 Dompfarrer der Kathedrale Notre-Dame de Paris. Während dieser Zeit nahm er auch Aufgaben auf diözesaner Ebene wahr: Er war der erste Direktor des Radio Notre-Dame.
Am 22. Juni 1990 ernannte ihn Papst Johannes Paul II. zum Koadjutorbischof von Chartres. Die Bischofsweihe spendete ihm der Erzbischof von Paris, Jean-Marie Kardinal Lustiger, am 16. September desselben Jahres. Am 6. April 1991 wurde Perrier Bischof von Chartres. Schließlich wurde er am 20. Mai 1997 zum Koadjutor von Tarbes und Lourdes ernannt und am 16. Januar 1998 dort Bischof.
Innerhalb der Französischen Bischofskonferenz war er Mitglied des Ständigen Ausschusses für Information und Kommunikation und hatte den Vorsitz des Ausschusses „Studien und Projekte“ inne.
Papst Benedikt XVI. nahm am 12. Februar 2012 sein aus Altersgründen vorgebrachtes Rücktrittsgesuch an und ernannte ihn bis zur Amtseinführung (Inthronisation) seines Nachfolgers (25. März 2012) zum Apostolischen Administrator der Diözese.

## Trivia
Als Bischof von Tarbes und Lourdes begrüßte Bischof Perrier zwei Päpste in Lourdes:
- Papst Johannes Paul II. während der Pilgerfahrt am 15. August 2004
- Papst Benedikt XVI. kam im September 2008 anlässlich des Jubiläums zum 150. Jahrestag der Marienerscheinungen.